# Mohammad Reza Khalatbari
Mohammad Reza Khalatbari Limaki (en persa: محمدرضا خلعتبری لیماکی; Ramsar, Mazandarán, 14 de septiembre de 1983) es un exfutbolista iraní que jugaba como centrocampista ofensivo o delantero.
Khalatbari es de etnia mazandaraní, descendiente de los pueblos originarios del norte de Irán.

## Selección nacional
Fue internacional con la selección de Irán en 60 ocasiones y convirtió 5 goles.

### Participaciones en Copas Asiáticas
| Copa               | Sede  | Resultado        | Partidos | Goles |
| ------------------ | ----- | ---------------- | -------- | ----- |
| Copa Asiática 2011 | Catar | Cuartos de final | 3        | 0     |

### Goles internacionales
| # | Fecha                | Lugar                                                    | Oponente   | Gol | Resultado | Competición                                |
| - | -------------------- | -------------------------------------------------------- | ---------- | --- | --------- | ------------------------------------------ |
| 1 | 9 de febrero de 2011 | Estadio Al Dhafra, Madinat Zayed, Emiratos Árabes Unidos | Rusia      | 1–0 | 1–0       | Amistoso                                   |
| 2 | 28 de julio de 2011  | Estadio Rasmee Dhandu, Malé, Maldivas                    | Maldivas   | 1–0 | 1–0       | Clasificación para la Copa Mundial de 2014 |
| 3 | 3 de junio de 2012   | Estadio JAR, Taskent, Uzbekistán                         | Uzbekistán | 1–0 | 1–0       | Clasificación para la Copa Mundial de 2014 |
| 4 | 15 de agosto de 2012 | Estadio Széktói, Kecskemét, Hungría                      | Túnez      | 2–2 | 2–2       | Amistoso                                   |
| 5 | 11 June 2013         | Estadio Azadi, Teherán, Irán                             | Líbano     | 1–0 | 4–0       | Clasificación para la Copa Mundial de 2014 |

## Clubes
| Club                  | País  | Año       |
| --------------------- | ----- | --------- |
| Shemushack Noshahr FC | Irán  | 2003-2004 |
| FC Aboomoslem         | Irán  | 2004-2006 |
| Zob Ahan FC           | Irán  | 2006-2011 |
| Al-Gharafa SC         | Catar | 2011-2012 |
| → Al Wasl FC (cedido) | EAU   | 2012      |
| Sepahan SC            | Irán  | 2012-2013 |
| Ajman Club            | EAU   | 2013      |
| Persépolis FC         | Irán  | 2013-2014 |
| Sepahan SC            | Irán  | 2014-2016 |
| Gostaresh Foolad FC   | Irán  | 2016      |
| Saipa FC              | Irán  | 2017      |
| Padideh FC            | Irán  | 2017-2018 |
| Zob Ahan FC           | Irán  | 2019      |
| Shahr Khodro FC       | Irán  | 2020      |
| Sepahan SC            | Irán  | 2020-2022 |
| Foolad FC             | Irán  | 2022      |
| Aluminium Arak FC     | Irán  | 2023      |

## Palmarés

### Campeonatos nacionales
| Título            | Club        | País | Año    |
| ----------------- | ----------- | ---- | ------ |
| Copa Hazfi        | Zob Ahan FC | Irán | 2009   |
| Copa Hazfi        | Sepahan FC  | Irán | 2013   |
| Iran Pro League   | Sepahan FC  | Irán | 2015   |
| Supercopa de Irán | Foolad FC   | Irán | [[2022 |

### Copas internacionales
| Título                | Selección | Sede    | Año  |
| --------------------- | --------- | ------- | ---- |
| Campeonato de la WAFF | Irán      | Teherán | 2008 |

### Distinciones individuales
| Distinción                                     | Año  |
| ---------------------------------------------- | ---- |
| Máximo asistente de la Iran Pro League         | 2009 |
| Máximo asistente de la Iran Pro League         | 2013 |
| Parte del equipo del año de la Iran Pro League | 2013 |